# منشأة الأمراء
قرية منشأة الأمراء هي إحدى القرى التابعة لمركز أهناسيا في محافظة بني سويف في جمهورية مصر العربية. حسب إحصاءات سنة 2006، بلغ إجمالي السكان في منشاة الأمراء 10270 نسمة، منهم 5248 رجل و5022 امرأة.
| منشأة الأمراء مشهد للحقول في منشأة الأمراء | منشأة الأمراء الطبيعة في منشأة الأمراء | منشأة الأمراء الغروب في منشأة الأمراء |